# وزارت دفاع ملی کره جنوبی
وزارت دفاع ملی کره جنوبی (انگلیسی: Ministry of National Defense) وزارتخانه‌ای در دولت جمهوری کره است، که مسئولیت شاخه‌های نظامی کره جنوبی را برعهده دارد.
وزارت دفاع ملی کره جنوبی در ۱۵ اوت ۱۹۴۸ تأسیس شد و در یونگسان-دونگ، منطقه یونگسان، سئول واقع شده است. این وزارتخانه پس از تأسیس جمهوری کره در سال ۱۹۴۸ تأسیس شد و جایگزین وزارت امنیت داخلی گردید که مسئول نیروهای مسلح کره جنوبی تحت حکومت نظامی ارتش ایالات متحده آمریکا در کره در دوران اشغال متفقین بود. در طول کودتای دوازدهم دسامبر، این وزارتخانه توسط تیپ اول نیروهای ویژه هوابرد به فرماندهی پارک هی-دو اشغال شد. در آوریل ۲۰۲۴، نیروی دریایی کره جنوبی و بریتانیا گشت‌های مشترکی را در اطراف شبه‌جزیره کره انجام دادند تا تحریم‌های سازمان ملل علیه برنامه‌های هسته‌ای و موشکی کره شمالی را اجرا کنند.